# Homoeosolen virgulosus
Homoeosolen virgulosus är en mossdjursart som beskrevs av Gregory 1909. Homoeosolen virgulosus ingår i släktet Homoeosolen och familjen Cytididae. Inga underarter finns listade i Catalogue of Life.